# Compendium maleficarum
Il Compendium maleficarum è manuale di demonologia scritto in latino da Francesco Maria Guaccio, e pubblicato a Milano nel 1608.

## Storia editoriale
Suddiviso in tre volumi, fu scritto da Guaccio nel 1605 nella città di Cleve, dove egli era stato convocato per presenziare ad un processo indetto dall'Inquisizione nei confronti di un anziano sacerdote accusato di stregoneria. Qui avrebbe incontrato il procuratore della Lorena, Nicolas Rémy, il quale lo avrebbe spinto e aiutato a comporre il Compendium, che contiene infatti numerosi rimandi ai casi trattati dal Remy, da costui raccolti nel Daemonolatreiae libri tres pubblicati nel 1595.

## Contenuto
Il Compendium fu annoverato dai contemporanei tra i manoscritti più autorevoli sulla stregoneria. Contiene descrizioni di patti con il diavolo, resoconti dettagliati su streghe, sui loro poteri e i loro veleni.
Guazzo vi incluse anche una classificazione gerarchica dei demoni, sulla base di un precedente lavoro di Michele Psello.

## Edizioni
- Francesco Maria Guaccio, Compendium Maleficarum, A cura di Luciano Tamburini, Preambolo di Carlo Carena, Collana i millenni, Torino, Einaudi, 1992,  pp. XXXIV-448.